# Dalvan (cantor)
João Gomes de Almeida (Planaltina do Paraná, 9 de outubro de 1951), conhecido como Dalvan, é um cantor e compositor brasileiro. Junto com Duduca formou a dupla sertaneja Duduca & Dalvan por quase nove anos. A dupla acabou devido à morte de Duduca em 1986. Dalvan passou então a seguir carreira solo.

## Biografia
Descendente de guaranis por parte do avô, que tocava sanfona de oito baixos, Dalvan tinha músicos na família. Sua mãe era de Exu, Pernambuco, e era prima de segundo grau de Luiz Gonzaga. O pai era natural de Crato, Ceará. Dalvan tocava em banda, prestou o serviço militar em Brasília, e foi policial militar por três anos no Paraná. Em 1975 iniciou carreira musical em São Paulo depois de conhecer José Trindade, o Duduca, com quem formou dupla por cerca de oito anos. Com um estilo romântico, mas sem deixar de lado os ritmos tradicionais do interior, foi considerado, ao lado de José Rico, um dos reis da voz sertaneja. Gravou diversos discos ao longo de sua carreira. Fez muito sucesso com as canções Rastros na Areia, Massa Falida, Meus Pedaços, entre outras. Dalvan seguiu carreira solo após o falecimento de Duduca, ocorrido em 17 de fevereiro de 1986. Em 2004 gravou um disco com o cantor Donizeti, e em 2005 formou nova dupla com Ivan de Almeida Ferreira, sobrinho do Duduca original.

## Discografia

### Solo
- 1986 – Novo Rumo
- 1987 – Mal de Amor
- 1988 – Desencontros
- 1991 – Viver longe de você não dá
- 1992 – Te amo Te amo Te amo
- 1993 – Eu só quero você
- 1994 – Dor de amor
- 1997 – Mulher bonita Festa e cerveja Gelada
- 1998 – Dalvan Y Los Mariachis
- 2000 – 0900 Ao Amor
- Gospel

### Com Duduca
- 1978 – Pirâmide do Amor
- 1979 – Quem Sou Eu
- 1980 – Mulher Maravilha
- 1980 – Duduca & Dalvan
- 1981 – Rainha do Mundo
- 1982 – Super Homem
- 1983 – Duduca & Dalvan
- 1983 – Anistia de Amor
- 1984 – Espinheira
- 1985 – Massa Falida